# Hans Schmidt Petersen
Hans Schmidt Petersen (* 1962 auf Alsen) ist ein dänisch-deutscher Autor.

## Leben und Werk
Hans Schmidt Petersen wuchs auf der dänischen Insel Alsen auf und gehört zur Deutschen Minderheit in Dänemark. Nach dem Abitur 1981 am Deutschen Gymnasium für Nordschleswig in Apenrade studierte er bis 1987 in Deutschland Volkswirtschaft und Jura.
Hans Schmidt Petersen arbeitete nach seinem Staatsexamen in Auslandsabteilungen verschiedener Banken, war Reiseleiter und freischaffender Schriftsteller. 1993 veröffentlichte er in dänischer Sprache seinen Debüt-Roman Den lodne Bøg, für den er mit Bogforums Debutantpris ausgezeichnet wurde. Es folgten eine Reihe von Kriminalromanen in deutscher Sprache. Für den Krimi Die Täuscher bekam er 1999 den Marlowe-Preis der deutschen Raymond Chandler-Gesellschaft. Von 1995 bis 2004 arbeitete er ausschließlich als Autor und Schriftsteller. Seit 1995 wohnt Schmidt Petersen in Berlin und arbeitete zwischen 2004 und 2007 an der Königlich-dänischen Botschaft. Seitdem ist er wieder freier Schriftsteller.

## Publikationen
In dänischer Sprache herausgegeben:
- Den lodne Bøg, 1993 Gyldendal,
- Den gode Amerikaner, 2006 Aschehoug.
- Eivissa, 2007, Aschehoug.
- Sneglens hus, 2009 C&K.
- Den sørgeligste Død, 2010, C&K.
- Pigernes Ynde, 2011 C&K.

In deutscher Sprache herausgegeben (unter dem Namen: Hans S. Petersen):
- Die letzte Option, 1998, Bastei-Lübbe.
- Die Täuscher, 1999, Bastei-Lübbe
- Letzte Helden, 2001, Aufbau Taschenbuch.
- Geest, 2001, Europa Verlag. ISBN 3-203-81019-0.